# Jayne Cortez
Jayne Cortez (10 de mayo de 1934 - 28 de diciembre de 2012) fue una poeta afroamericana, activista y artista de performance de la palabra hablada cuya voz se celebra por sus innovaciones políticas, surrealistas y dinámicas con lirismo y sonido visceral. Su escritura es parte del canon del Movimiento de Artes Negras.

## Libros de poesía
- On the Imperial Highway: New and Selected Poems. Hanging Loose Press. 2008. ISBN 978-1-931236-99-7.
- The Beautiful Book. Bola Press. 2007. ISBN 9780960806287.
- Jazz Fan Looks Back. 2002. ISBN 978-1-931236-10-2.
- Somewhere in Advance of Nowhere. Serpent's Tail/High Risk Books. 1997. ISBN 1852424222.
- Fragments: Sculpture and Drawings from the "Lynch Fragment" Series by Melvin Edwards, with the Poetry of Jayne Cortez. Bola Press. 1994. ISBN 1852424222.
- Poetic Magnetic: Poems from Everywhere Drums & Maintain Control. Bola Press. 1991. ISBN 978-0-9608062-6-3.
- Coagulations: New and Selected Poems. Pluto. 1984. ISBN 978-0-7453-0078-8.
- Firespitter, Bola Press (1982)
- Mouth on Paper, Bola Press (1977)
- Scarifications, Bola Press (1973)
- Festivals and Funerals, Bola Press (1971)
- Pissstained Stairs and the Monkey Man's Wares, Phrase Text (1969)

## Discografía
- As If You Knew  (Bola Press, 2011)
- Find Your Own Voice: Poetry and Music, 1982-2003 (Bola Press, 2004)
- Borders of Disorderly Time (Bola Press, 2002)
- Taking the Blues Back Home (Harmolodic/Verve, 1996)[3]
- Cheerful & Optimistic (Bola Press, 1994)
- Poetry & Music: Women in (E)Motion Festival (Tradition & Moderne Musikproducktion, Germany, 1992)
- Everywhere Drums (Bola Press, 1990)
- There It Is (Bola Press, 1982)
- Life is a Killer (compilation on Giorno Poetry Systems, 1982)
- Poets Read their Contemporary Poetry: Before Columbus Foundation (Smithsonian Folkways, 1980)
- Unsubmissive Blues (Bola Press, 1979)
- Celebrations & Solitudes: The Poetry of Jayne Cortez & Richard Davis, Bassist (Strata-East, 1974)

## Videos
- Find Your Own Voice (Sanctuary TV, 2010)[4]
- She Got He Got (Sanctuary TV, 2010)[5]
- I'm Gonna Shake (Sanctuary TV, 2010)[6]

## Filmografía
- Femmes du Jazz/Women in Jazz (2000)[7]
- Yari Yari: Black Women Writers and the Future (1999)[8]
- Ornette: Made in America (1985)[9]
- Poetry in Motion (1982)[10]